# Islands författarförbund

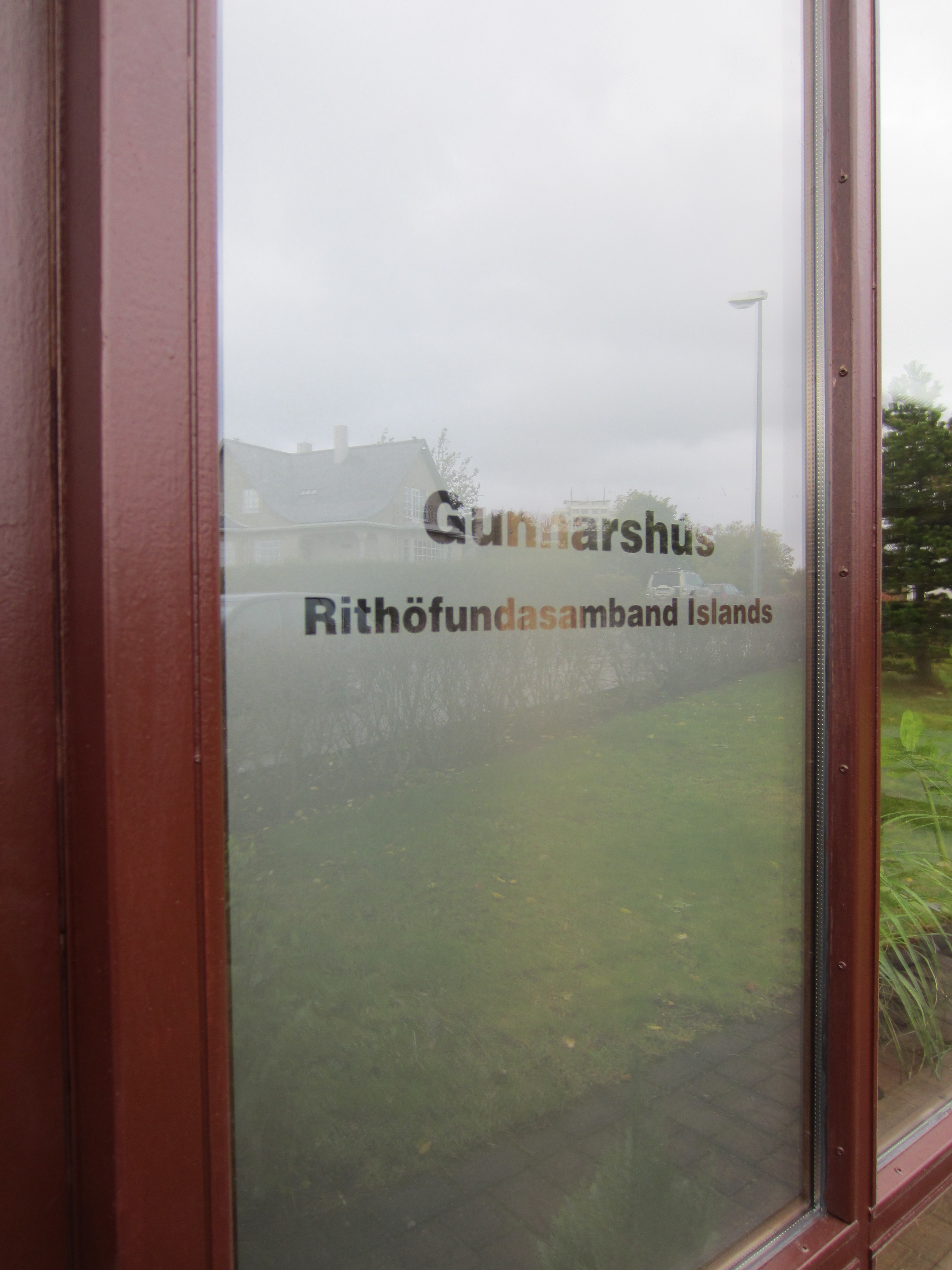
Ingången till Islands författarförbund (i Gunnarshús).

Islands författarförbund (Rithöfundasamband Íslands) grundades 1974 och är en facklig organisation för författare och översättare på Island. Innan dess hade isländska författare och översättare sedan 1928 en egen avdelning inom Islands konstnärsförbund. Från 1945 hade isländska författare och översättare två fackförbund, som från 1957 hade ett mycket nära samarbete tills de gick samman 1974.
Förbundet har 440 medlemmar, däribland poeter, romanförfattare, dramatiker, manusförfattare, barnboksförfattare, akademiska författare och översättare. Islands författarförbund vill stärka de isländska författarnas och översättarnas samhörighet, skydda deras intressen och rättigheter i enlighet med internationella sedvänjor, försvara litteraturens frihet och ställning och motverka all form av förföljelse av författare och hinder för deras yrkesutövning.
Islands författarförbund är medlem av Isländska konstnärsfederationen, Nordiska Författar- och Översättarrådet, Östersjöförfattarnas och översättarnas råd och Europeiska författares råd (European Writers' Council).
Förbundet har sitt centrum och kansli i Gunnarshús i Reykjavik. Huset var den isländske författaren Gunnar Gunnarssons (1889–1975) sista hem och utgör även en milstolpe i den isländska arkitekturens historia.